# Francesco Xanto Avelli
Francesco Xanto Avelli (Rovigo, ~1487 - ~1542) est un peintre et un céramiste italien maniériste connu pour ses majoliques.

## Biographie
Né à Rovigo, il part en 1530 à Urbino (le texte de ses dédicaces comprend in Urbino à partir de cette date).
Puis par souci d'être mieux reconnu et que ses exigences soient acceptées, il appose également sa signature et la date de réalisation sur toutes ses œuvres.
Il s'inspire de thèmes allégoriques, mythologiques car il est instruit et s'adonne aux écrits poétiques en l'honneur du duc d'Urbino, et ne néglige pas les événements contemporains rapportés par la littérature (Sac de Rome).

## Œuvres
- Conversion de saint Paul (1525, lieu non précisé), National Gallery of Art, Washington
- Vénus déguisée en chasseresse (1530, Urbino), MET
- Arethusa Fleeing Alpheus (1531, Urbino), Philadelphia Museum of Art
- Orphée descendant aux enfers (1532, Urbino), Wallace collection
- Vie du roi Anius : ses filles échappent de la prison d'Agammemnon quand Bacchus est parti chercher de l'eau (1532, Urbino), Metropolitan Museum of Art, New-York
- Histoire de Phaëton (1532, Urbino), MET
- Histoire d'Apollon (1532, Urbino), MET
- Énée et ses compagnons devant la tombe de Polydore (1532, Urbino), MET
- Enlèvement de Théophane par Neptune (1532, Urbino), National Gallery of Art, Washington
- Triopme de Neptune (1533, Urbino), Wallace collection
- Abduction d'Hélène (1534, Urbino), Getty Center
- Glaucus et Scylla (1535, Urbino), Wallace collection
- La vestale Tuccia apportant de l'eau au temple de Vesta (1538, Urbino), Wallace collection
- Héros se jetant de la tour (1538, Urbino), National Gallery of Art, Washington
- Lacoon et ses fils (1539, Urbino), National Gallery of Art, Washington
- Plats avec les armes de la famille Pucci (1532), Cleveland Museum of Art
- Salière (1534, Urbino), British Museum, Londres